# Tadeusz Gąsiewicz
Tadeusz Ryszard Gąsiewicz (ur. 5 czerwca 1897 w Warszawie, zm. 28 stycznia 1967 w Żyrardowie) – artysta malarz, grafik, dekorator i litograf.

## Praca artystyczna
Uczęszczał do gimnazjum rosyjskiego, następnie studiował w Akademii Sztuk Pięknych im. Aleksandra III w Moskwie. Członek Związku Polskich Artystów Plastyków Okręgu Warszawskiego nr 5638. Duży wpływ artysty Józefa Rapackiego, którego prace oglądał w dzieciństwie. Należał do przedwojennej grupy awangardystów (malarzy uprawiających sztukę nowoczesną). Wszystkie obrazy malowane wyłącznie techniką olejową - zarówno realizm jak i abstrakcja.

## Wystawy
Przed II wojną światową:

Instytut Propagandy Sztuki w Warszawie

1930 - Międzynarodowa Wystawa w Belgii – wyróżniony Złotym Medalem za całokształt twórczości.

Po 1945 roku:

1948 - wystawa w Domu Włókniarza

1962 - ZPAP „Otwarte Drzwi” Warszawa Łazienki Królewskie, Pałac Kultury i Nauki

1963 - Indywidualna wystawa w Muzeum Historii Ruchu Robotniczego w Żyrardowie 

1966 - XI Wystawa malarstwa i grafiki ZPAP w Zachęcie w Warszawie

1969 - Wystawa w Galerii Sztuki MDM w Warszawie, Marszałkowska 34/50 (recenzja Ignacy Witz w dzienniku „Życie Warszawy”)

1972 - Pośmiertna wystawa w Muzeum Historii Ruchu Robotniczego w Żyrardowie (recenzja Andrzej Kossakowski)

## Ordery i odznaczenia
- Srebrny Krzyż Zasługi (9 listopada 1931)[1]
- Śląski Krzyż Powstańczy[2]